# Anholen

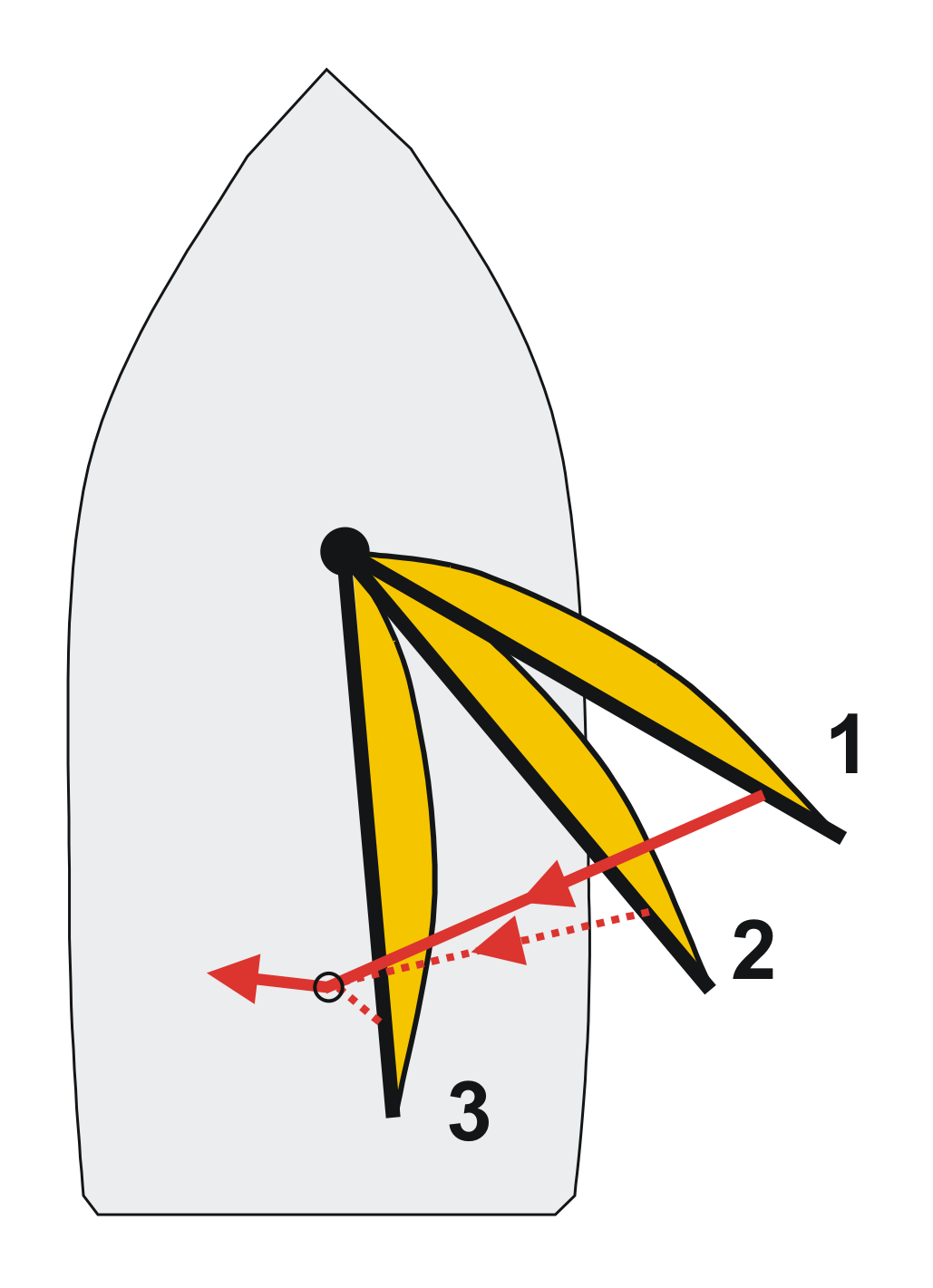
Anholen der Großschot eines Großsegels: (1) weitestgehend aufgefiert, (2) angeholt, (3) dichtgeholt

Anholen ist ein Begriff aus der Schifffahrt, der das kontrollierte Einholen einer Leine beschreibt (unfachmännisch: das kontrollierte Ziehen an einem „Seil“, einer Kette usw.). Dabei kann es sich sowohl um Tauwerk als auch um eine Ankerkette oder Ankerleine handeln. Das Anholen der Ankerkette oder Ankerleine wird auch als Hieven („Hol auf die Ankerleine“) bezeichnet. Der Begriff Hieven wird auch beim Heben von Lasten an Kränen oder dem Einholen von Drähten und Tauen mit Winden auf Schiffen verwendet.
Soll eine Leine so weit wie möglich angeholt und damit festgezogen werden, spricht man auch von Dichtholen.
Das Gegenteil von Anholen, also das Lose-Geben (Loslassen) einer Leine, wird als Fieren bezeichnet.